# Кулянчичи
Кулянчичи (на сръбски: Куљанчићи) е село в Босна и Херцеговина, разположено в община Власеница, в ентитета на Република Сръбска. Намира се на 510 метра надморска височина. Населението му според преброяването през 2013 г. е 103 души, от тях: 103 (100,00 %) бошняци.

## Население
Численост на населението според преброяванията през годините:
- 1961 – 54 души
- 1971 – 91 души
- 1981 – 132 души
- 1991 – 249 души
- 2013 – 103 души